# Johann Mattheson
Johann Mattheson (28 de setembro, 1681 - 17 de abril, 1764) foi um compositor, escritor, lexicógrafo, diplomata e teórico musical alemão. Mattheson era amigo próximo de Handel, embora ele quase o tenha morto numa briga repentina, durante uma apresentação da ópera Cleópatra de Mattheson em 1704. Handel foi salvo apenas por um grande botão que desviou a espada de Mattheson. Os dois foram depois reconciliados.

## Vida
Filho de um cobrador de impostos, Johann Mattheson recebeu uma ampla educação em artes liberais no Johanneum, estudando inglês, francês e italiano e instruções gerais de música do cantor Joachim Gerstenbüttel. Aos 6 anos, ele teve aulas particulares em instrumentos de teclado e composição com JN Hanff, bem como de canto e aulas de violino de um músico local. Aos nove anos de idade ele era um prodígio, cantando e tocando órgão em igrejas de Hamburgo, bem como atuando no coro da ópera de Hamburgo.
Depois de se formar no Johanneum em 1693, Johann Mattheson serviu com pajem na corte do Graf von Güldenlöw. Em seguida, fez sua estreia solo com a ópera de o Hamburgo em 1696 em papéis femininos. Depois de sua voz mudar,  ele atuou como tenor de ópera, além da realização de ensaios e óperas que compôs (1697-1705). Ele conheceu G.F. Handel em 1703 e os dois tornaram-se amigos, viajando juntos para Lübeck naquele ano para se candidatar ao cargo de organista na Marienkirche desocupado pela aposentadoria de Dietrich Buxtehude, mas ambos recusaram o cargo. Os dois permaneceram próximos, apesar de uma violenta discussão em 1704, que levou a um duelo. A principal ocupação de Johann Mattheson em 1706 foi de diplomata profissional. Ele tinha estudado inglês na escola e falava essa língua fluentemente. Em 1704 tornou-se tutor de Cyrill Wich, filho do embaixador britânico em Hamburgo, Sir John Wich. Sir John nomeou Mattheson seu secretário pessoal em 1706, uma posição de estatuto e salário considerável, a qual ocupou durante a maior parte de sua vida, servindo Cyrill quando este sucedeu seu pai em 1715. Participou de missões diplomáticas no exterior representando o embaixador. Em 1709 casou-se com uma inglesa. 
Em 1718 Mattheson tornou-se diretor musical da Catedral Hamburgo, para a qual compôs muita música sacra mas desistiu do cargo em 1728 por causa de problemas de surdez. Em 1719 foi nomeado mestre de capela do duque de Holstein, mais tarde tornando-se secretário de legação (1741) e advogado (1744) para o duque. 

## Obra
Johann Mattheson foi um compositor prolífico até a década de 1730, especialmente de música sacra e ópera. A maior parte das suas composições era de obras vocais, incluindo oito óperas, oratórios e numerosas cantatas.  Também escreveu algumas sonatas e alguma música para teclado, incluindo peças destinadas ao ensino de instrumentos de teclado. Todas as suas músicas, exceto  uma ópera, um oratório e algumas coleções de música instrumental, ficaram desaparecidas após a Segunda Guerra Mundial, mas foram recuperadas em Yerevan, na Armênia,  em 1998, incluindo quatro óperas e a maioria dos oratórios. Os manuscritos estão agora localizados no Staats e Universitätsbibliothek de Hamburgo, antiga HamburgStadtsBibliothek. 
Johann Mattheson é principalmente famoso como teórico da música. Ele foi o escritor mais completo sobre a performance prática, estilo teatral, e harmonia do barroco alemão da sua época. Além de algum trabalho original - especialmente sobre a relação das disciplinas de retórica e música - ele era um compilador da maior parte das ideias correntes na época. Seus escritos literários constituem um grande corpo de trabalho (todos publicados em Hamburgo), que comenta sobre quase todos os aspectos da composição do seu tempo. De particular interesse é Der vollkommene Capellmeister (1739), que contém uma riqueza de informações para um aluno Kapellmeister (mestre de capela), incluindo uma tentativa de sistematizar as doutrinas da retórica que se aplicam à música. De grande importância histórica é Einer Grundlage Ehren-Pforte (1740), um dicionário biográfico de 149 músicos. Muitos dos verbetes desse dicionário foram baseados nas informações fornecidas pelos próprios biografados. Outros textos importantes incluem Das neu-eröffnete Orchestre (1713), o primeiro periódico de música alemã, Crítica musical (1722-1725); Der Musicalische Patriot  (O patriota musical)(1728); Grosse General-Bass-Schule (Grande escola do baixo musical) (1731). 